# Henning Haglind
Alfred Henning Haglind, född 22 maj 1879 i Stockholm, död där 23 december 1934, var en svensk ingenjör och seglare.
Henning Haglind var son till snickaren Johan Alfred Haglind. Han utexaminerade från Tekniska högskolans fackavdelning för elektronik 1904. Från 1906 innehade han en elektrisk affär i Stockholm. Haglinds stora intresse var segelsporten, och han framträdde som aktiv seglare, som båtkonstruktör bland annat av seriebåtar och som skribent i segelfrågor. Han blev internationellt känd främst genom sina tolkningar av de internationella kappseglingsreglerna (Lärobok i kappsegling, 1919), där han nådde samma resultat och auktoritet som britten Brooke Heckstall-Smith. Haglind stod i kontakt med de flesta utländska segelförbund. Vid sin död ägde han ett av världens mest omfattande privata seglingsbibliotek, vilket han tillsammans med en värdefull tavelsamling testamenterade till Kungliga Svenska Segelsällskapet, som 1930 hedrade honom med sin förtjänstmedalj i guld. Han författade huvuddelen av minnesskriften Kungl. Svenska Segel Sällskapet 1830–1930 (1930). Haglind företog även långa resor, bland annat till Afrika och Nordamerika.